# Eleccions generals peruanes de 2016
Les eleccions generals del Perú de 2016 es van realitzar el 10 d'abril de 2016, per a elegir al president de la República, dos vicepresidents, 130 congressistes de la República i 5 parlamentaris andins per al període governamental 2016-2021. En primera ronda cap candidat presidencial va aconseguir el 50% dels vots emesos i es va realitzar una segona volta electoral el diumenge 5 de juny de 2016. El 10 d'abril de l'any 2016 es van triar 130 congressistes de la República en 26 districtes electorals, corresponents als 24 departaments, Lima Províncias i a la Província Constitucional del Callao emprat el Sistema D'Hondt. Els congressistes triats van jurar el càrrec el 22 de juliol de 2016 i el president constitucional de la República i els seus vicepresidents electes ho van fer el 28 de juliol.

## Antecedents
La convocatòria d'eleccions va ser efectuada el 13 de novembre de 2015, pel president Ollanta Humala. Al gener de 2016, el president del Congrés, Luis Iberico, va signar la llei que faculta al JNE i JEE la retirada de candidats per diverses causes. El 20 de febrer de 2016, es va realitzar el sorteig per a triar als qui seran els membres de taula (tres titulars i tres suplents) a nivell nacional.
El cronograma d'activitats de les eleccions generals del Perú de 2016:
| Activitats | Dates                          |
| --- | ------------------------------ |
| Tancament del termini per a renunciar a un partit i ser candidat per un altre per al Congrés de la República i el Parlament Andí | 10 de setembre                 |
| Tancament del termini per a la renúncia de les autoritats que volen ser candidats en les eleccions de 2016                       | 12 d'octubre                   |
| Termini per a la inscripció de les aliança de partits                                                                            | 13 d'octubre al 12 de desembre |
| Període d'elecció interna de candidats al Congrés de la República i el Parlament Andí                                            | 13 d'octubre al 20 de gener    |
| Últim dia per a convocar a Eleccions Generals de 2016                                                                            | 12 de desembre                 |
| Tancament d'inscripció de fórmules presidencials                                                                                 | 11 de gener                    |
| Tancament d'inscripció de llistes al Congrés de la República i al Parlament Andí                                                 | 10 de febrer                   |
| Eleccions generals de 2016 | 10 d'abril                     |

## Candidats
Els candidats a la presidència i dues vicepresidències van ser triats mitjançant comicis interns entre el 13 d'octubre i el 21 de desembre de 2015. La inscripció de les fórmules presidencials es va realitzar fins a l'11 de gener de 2016 davant el Jurat Nacional d'Eleccions. Van ser 19 els partits o agrupacions polítiques que es van poder inscriure.
| Candidats              | Candidats                     | Candidats |
| Partit                 | Nom                           | Foto      |
| ---------------------- | ----------------------------- | --------- |
| Acció Popular          | Alfredo Barnechea 63 anys     |           |
| Aliança Popular        | Alan García 66 anys           |           |
| Democràcia Directa     | Gregorio Santos 49 anys       |           |
| Fuerza Popular         | Keiko Fujimori 40 anys        |           |
| Front Ampli            | Verónika Mendoza 35 anys      |           |
| Front Esperanza        | Fernando Olivera 57 anys      |           |
| Partit Polític Ordre   | Ántero Flores-Aráoz 74 anys   |           |
| Peruanos Por el Kambio | Pedro Pablo Kuczynski 77 anys |           |
| Perú Possible          | Alejandro Toledo 70 anys      |           |
| Progressant el Perú    | Miguel Hilario 46 anys        |           |

### Exclusions i retirades de candidatures
| Situació | Candidat                      | Data                 | Partit                          | Motiu |
| -------- | ----------------------------- | -------------------- | ------------------------------- | --- |
| Retir    | Felipe Castillo               | 10 de febrer de 2016 | Sempre Units                    | Va manifestar que ja no postularà a la presidència en aquestes eleccions.                                     |
| Retir    | Renzo Reggiardo               | 18 de febrer de 2016 | El Perú Pàtria Segura           | Va anunciar la retirada de la seva candidatura en qüestionar la imparcialitat del JNE en el procés electoral. |
| Exclòs   | Julio Guzmán                  | 9 de març de 2016    | Tots pel Perú                   | A causa de faltes comeses al seu propi reglament sobre democràcia interna.                                    |
| Exclòs   | César Acuña                   | 9 de març de 2016    | Aliança per al Progrés del Perú | Per haver atorgat diners estant en campanya i anant en contra de la llei actual.                              |
| Retirada | Daniel Urresti                | 11 de març de 2016   | Partit Nacionalista Peruà       | Els dirigents del Partit va decidir retirar la candidatura presidencial de Daniel Urresti.                    |
| Retirada | Vladimir Cerrón               | 24 de març de 2016   | Perú Libre                      | A causa de la d'inestabilitat generada en l'aplicació de normes jurídiques als diferents candidats.           |
| Retirada | Yehude Simon                  | 28 de març de 2016   | Partit Humanista Peruà          | Per a evitar que el partit polític perdi la seva inscripció davant el JNE                                     |
| Retirada | Francisco Diez Canseco Távara | 29 de març de 2016   | El Perú Nació                   | Assenyalo no haver tingut temps i cobertura suficient per a fer arribar el missatge a tot el país.            |
| Retirada | Nano Guerra-García            | 29 de març de 2016   | Aliança Solidaritat Nacional    | Per a evitar que el partit polític perdi la seva inscripció davant el JNE.                                    |

## Despeses de partits en el procés electoral
D'acord amb la Llei de Partits Polítics, Llei Núm. 28094, article 71° del Reglament de Finançament i Supervisió de Fons Partidaris, les organitzacions polítiques estan obligades a presentar informes de les aportacions i/o ingressos rebuts i despeses realitzades durant la campanya electoral. El finançament de les despeses electorals, conforme a la llei, pot ser privat o públic, i aquest últim, sigui fa mitjançant finançament directe i indirecte.

### Multes electorals
El Jurat Nacional d'Eleccions va informar que set agrupacions polítiques no van complir fins avui amb el pagament de S/.8 722 800 per multes electorals que deuen des de les eleccions del 2011. Els deutes dels partits són el Perú Possible (S/.3 841 200), Partit Aprista Peruà (S/.2 505 600), Força Popular (S/.756 000), Solidaritat Nacional (S/.648 600), Aliança per al Progrés (S/.432 000), Aliança per al Gran Canvi (S/.324 600) i Gana Perú (S/.216 600).
Així mateix, els ciutadans que ometen sufragar o no assisteixin a la instal·lació de la taula de sufragi com a membres titulars o suplents són sancionats amb multes electorals.

## Debats entre candidats

### Primera volta
El primer debat presidencial va ser realitzat l'11 i 12 de febrer a la Biblioteca Nacional. El debat va ser organitzat pel Col·legi de Periodistes del Perú i Col·legi d'Advocats de Lima. Van participar 10 de 17 candidats. Els temes tractats van ser Mitjans de comunicació, Educació i Cultura. El 6 de març La República i Llatina van suspendre el debat degut a la falta d'assistència de 5 dels 7 postulants.
L'últim debat presidencial va ser realitzat el 3 d'abril en el Centre de Convencions de Lima. Va ser organitzat pel JNE, IDEA Internacional i el Consorci de recerca Econòmica i Social. Van participar com a moderadors els periodistes Mávila Huertas i José María Salcedo.

### Segona volta
El primer debat presidencial de segona volta va ser realitzat el 22 de maig. El debat va ser desenvolupat a l'auditori de la Universitat Nacional de Piura i moderats pels periodistes Mónica Delta i Carlos Cornejo. El segon debat va ser realitzat el 29 de maig en la Universitat de Lima i va ser moderat pels periodistes Mávila Hortes i Federico Salazar. Els temes triats són Creixement econòmic i promoció de l'ocupació; Desenvolupament sostenible i gestió ambiental; Educació, reducció de la pobresa i desigualtat; Transparència i lluita contra la corrupció i Seguretat ciutadana i ordre intern. El debat tècnic va ser realitzat el 15 de maig en el Centre de Convencions de la Municipalitat Provincial del Cusco. El moderador del debat va ser el periodista Pedro Tenorio.

## Resultats

### Primera volta (10 d'abril)
| #              | Foto           | Candidat              | Partit                 | Vots       |
| -------------- | -------------- | --------------------- | ---------------------- | ---------- |
| 1              |                | Keiko Fujimori        | Força Popular          | 6 115 073  |
| 2              |                | Pedro Pablo Kuczynski | Peruanos Por el Kambio | 3 228 661  |
| 3              |                | Verónika Mendoza      | Front Ampli            | 2 874 940  |
| 4              |                | Alfredo Barnechea     | Acció Popular          | 1 069 360  |
| 5              |                | Alan García           | Aliança Popular        | 894 278    |
| 6              |                | Gregorio Santos       | Democràcia Directa     | 613 173    |
| 7              |                | Fernando Olivera      | Front Esperanza        | 203 103    |
| 8              |                | Alejandro Toledo      | el Perú Possible       | 200 012    |
| 9              |                | Miguel Hilario        | Progressant el Perú    | 75 870     |
| 10             |                | Ántero Flores-Aráoz   | Partit Polític Ordre   | 65 673     |
| Vots en Blanco | Vots en Blanco | Vots en Blanco        | Vots en Blanco         | 2 225 449  |
| Vots Nuls      | Vots Nuls      | Vots Nuls             | Vots Nuls              | 1 168 538  |
| Participació   | Participació   | Participació          | Participació           | 18 734 130 |
| Abstenció      | Abstenció      | Abstenció             | Abstenció              | 4 167 824  |
| Electors       | Electors       | Electors              | Electors               | 22 901 954 |
| Font: ONPE     |                |                       |                        |            |

### Segona volta (5 de juny)
| #                      | Foto                   | Candidat               | Partit                 | Vots       |
| ---------------------- | ---------------------- | ---------------------- | ---------------------- | ---------- |
| 1                      |                        | Pedro Pablo Kuczynski  | Peruanos Por el Kambio | 8 596 937  |
| 2                      |                        | Keiko Fujimori         | Força Popular          | 8 555 880  |
| Vots en Blanco         | Vots en Blanco         | Vots en Blanco         | Vots en Blanco         | 149 577    |
| Vots Nuls              | Vots Nuls              | Vots Nuls              | Vots Nuls              | 1 040 502  |
| Participació Ciutadana | Participació Ciutadana | Participació Ciutadana | Participació Ciutadana | 18 342 896 |
| Ausentismo             | Ausentismo             | Ausentismo             | Ausentismo             | 4 559 058  |
| Electors               | Electors               | Electors               | Electors               | 22 901 954 |
| Font: ONPE             |                        |                        |                        |            |